# Die Reise zum Mond
Die Reise zum Mond (Originaltitel Le voyage dans la lune) ist ein Science-Fiction-Film des französischen Filmpioniers Georges Méliès aus dem Jahr 1902. Er gilt als bekanntester Film von Méliès.

## Handlung
Auf einem Kongress der Astronomischen Gesellschaft stellt Professor Barbenfouillis den Plan vor, mit einer von einer gigantischen Kanone abgeschossenen Kapsel zum Mond zu fliegen. Zwar erhebt ein Wissenschaftler zunächst Einspruch, doch fasst man einmütig den Entschluss zu dieser Reise und beginnt sofort mit den Vorbereitungen. Die sechs ausgewählten Astronauten begutachten den Zusammenbau der Kapsel und beobachten vom Dach des Institutes aus, wie die Kanone gegossen wird.
Endlich ist es so weit, dass die Astronauten mit ihren Regenschirmen die Kapsel besteigen können. Die Kapsel wird von einigen attraktiven Damen wie bei einem Hinterlader in die Kanone geschoben. Nach dem feierlichen Hissen der französischen Trikolore wird die Lunte an der Kanone angezündet und die Kapsel abgeschossen. Man sieht, wie sie sich dem Mond immer weiter nähert und die Kapsel letztlich im rechten Auge des Mondgesichtes landet. Danach landet die Kapsel noch einmal in der Mondlandschaft. Die Wissenschaftler verlassen die Kapsel und bewundern die bizarre Mondoberfläche und den Anblick der aufgehenden Erde.
Von der Reise ermüdet, legen sie sich schlafen. Über ihnen werden Sterne und Planeten lebendig. Erbost über die Eindringlinge schicken diese einen Schneeschauer, der die Raumfahrer aufweckt, die vor der Kälte in eine Grotte fliehen. Hier wachsen riesige Pilze, und als Barbenfouillis seinen Regenschirm in den Boden rammt, verwandelt sich der Schirm in einen immer größer werdenden Pilz. Davon angelockt, greifen die Seleniten, die Bewohner des Mondes, die Reisenden an. Zwar gelingt es Barbenfouillis, zwei der Seleniten mit einem weiteren Regenschirm zu schlagen, woraufhin diese in einer Rauchwolke verdampfen, doch werden die Erdlinge von einer Überzahl der Mondbewohner überwältigt und in den Palast vor den Herrscher der Seleniten geführt und angeklagt. Doch Barbenfouillis zerreißt seine Fesseln, packt und zerschmettert den Herrscher am Boden. In dem folgenden Gerangel gelingt es den Helden, zu fliehen und zur Kapsel zurückzukehren. Barbenfouillis wippt die Kapsel auf dem Rand eines offenbar bodenlosen Abgrundes, doch erst der Sprung eines sich rittlings auf die Kapsel festklammernden Seleniten stürzt sie hinab, Richtung Erde.
Die Kapsel stürzt in den Ozean und sinkt zunächst einmal auf den Meeresgrund, steigt dann aber durch ihren statischen Auftrieb wieder zur Oberfläche auf, wo sie von einem Dampfer in den nächstgelegenen Hafen geschleppt wird. In der Stadt werden die Abenteurer wie Helden empfangen und begeistert gefeiert. Der Bürgermeister verleiht den Heimkehrern den Ritterorden der Mondfahrt, der gefangene Selenit wird an einer Leine vorgeführt und zum Tanzen gezwungen. Abschließend tanzt man Ringelreihen um eine Statue, die Barbenfouillis und der Wissenschaft zu Ehren errichtet wurde.

## Hintergrund

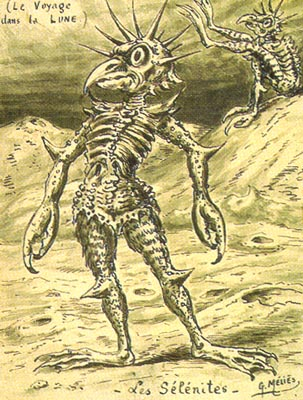
Zwei Seleniten (Zeichnung von Georges Méliès)

Basierend auf den Romanen Von der Erde zum Mond von Jules Verne und Die ersten Menschen auf dem Mond von H. G. Wells schuf Georges Méliès mit Die Reise zum Mond einen der ersten Science-Fiction-Filme. Die Uraufführung fand am 1. September 1902 im Pariser Olympia statt. Die Reise zum Mond gilt zusammen mit Der große Eisenbahnraub (1903) und den ersten Filmen der Brüder Lumière als das bekannteste Werk aus den Anfangsjahren der Filmgeschichte.
Anders als Auguste und Louis Lumière war Méliès von Anfang an fasziniert von den Möglichkeiten, mit Hilfe des Films fantasievolle Geschichten zu erzählen. Als professioneller Zauberkünstler war er mit dem Einsatz von Bühnentechniken und -effekten wie verborgenen Falltüren oder pyrotechnischen Effekten bestens vertraut, und viele dieser Tricks finden sich auch in seinen Filmen wieder. Zusätzlich setzte er neue visuelle Effekte wie Doppelbelichtungen, Split Screens oder Stop-Action oder Stop-Motion ein, mit denen er Szenen schaffen konnte, die auf der herkömmlichen Theaterbühne nicht darstellbar waren. Vor allem die Sequenz des Kapselfluges mit der Landung im rechten Auge des Mannes im Mond zeigt exemplarisch die technischen Fähigkeiten von Méliès. Er fungierte in diesem Film nicht nur als Regisseur, Produzent, Drehbuchautor und Hauptdarsteller, sondern entwarf auch die Szenenbilder und Kostüme.
Durch die aufwendigen Szenenbilder zählte Die Reise zum Mond zu Méliès’ teuersten Produktionen, wurde aber auch zum erfolgreichsten seiner insgesamt über 500 Filme. Dabei entgingen ihm allerdings die Einnahmen durch den Vertrieb des Films in den Vereinigten Staaten, da Techniker von Edisons Filmstudio heimlich Kopien des Films anfertigten und in den USA veröffentlichten. Andere Filmproduzenten veröffentlichen Schwarzkopien des Films unter anderen Namen, so wurde Die Reise zum Mond auch als A Trip to Mars aufgeführt.
Im Jahre 2002 wurde eine vollständige Kopie des Films in Frankreich entdeckt, die zudem komplett handkoloriert ist. Es existieren viele verschiedene Fassungen des Films. Hingegen wird oftmals fälschlich dem Méliès-Film eine Sequenz zugeordnet, bei der der geöffnete Mund des Mondgesichtes Ziel des Raumflugs ist; hierbei handelt es sich aber tatsächlich um Szenen des Films Excursion dans la lune, gedreht im Jahr 1908 vom spanischen Filmpionier Segundo de Chomón, dessen Stil an Méliès’ Vorbild orientiert war. Damals wurden noch keine Zwischentitel zur Erläuterung der Handlung eingesetzt, doch hatte Méliès einen Text vorbereitet, der häufig zur Begleitung der Vorführungen vorgelesen wurde (und auf einigen amerikanischen DVD-Veröffentlichungen zu hören ist). Außerdem bewarb Méliès den Film in seinem Katalog mit insgesamt 30 Kapitelüberschriften, die einen Überblick über die Handlung geben.

## Rezeption

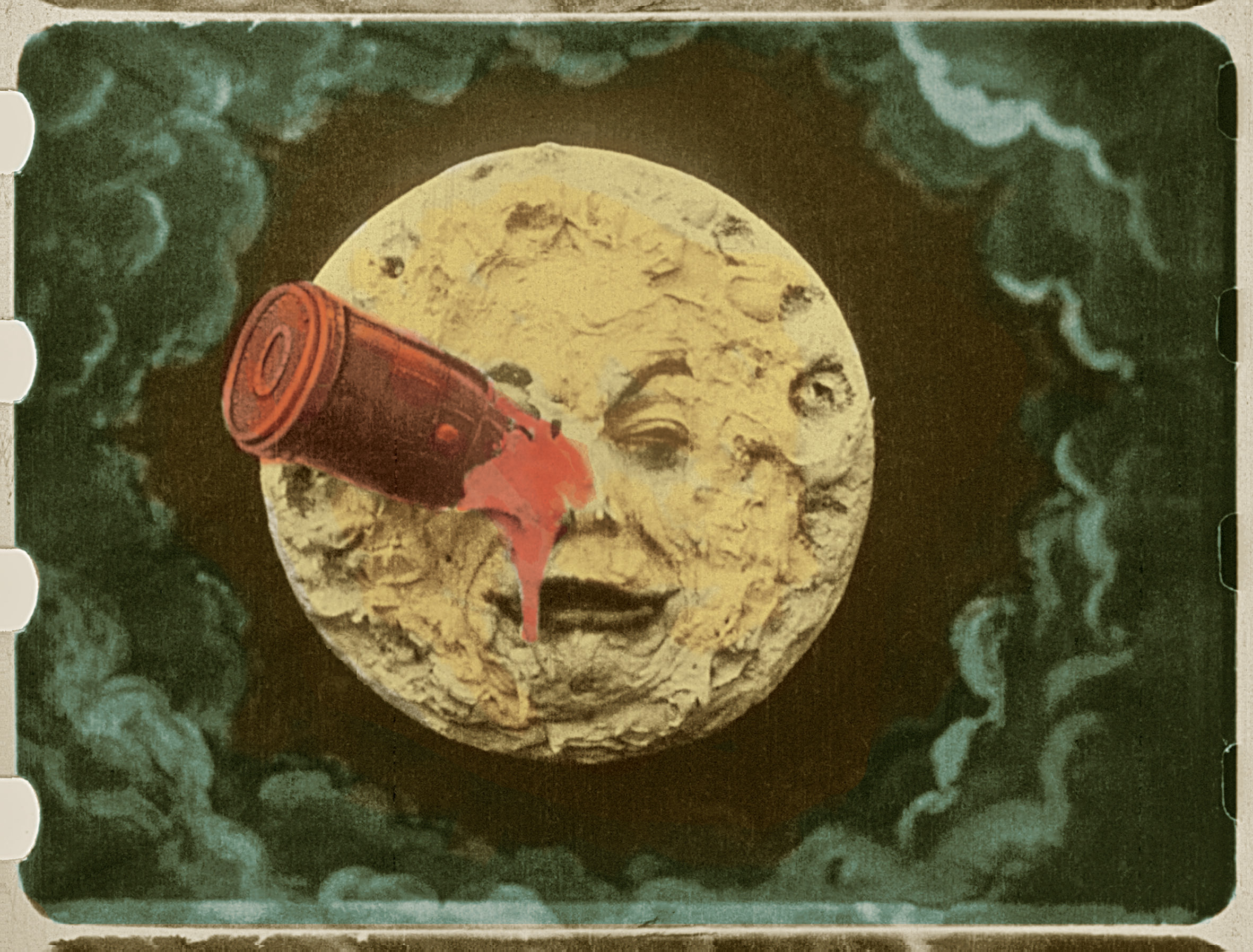
Landung der Kapsel auf dem Mond (handkolorierter Druck)

Die Bilder von Die Reise zum Mond wurden in den letzten hundert Jahren immer wieder zitiert. Die gigantische Kanone, die die Kapsel abfeuert, taucht im Science-Fiction-Film Was kommen wird auf, und der Mann im Mond findet sich unter anderem in Baz Luhrmanns Film Moulin Rouge wieder.
Originalszenen aus Die Reise zum Mond werden im Musikvideo Heaven for Everyone von Queen (1995) verwendet. Das Video Tonight, Tonight der Smashing Pumpkins (1995) lehnt sich stilistisch daran an.
Eine Episode der von Tom Hanks produzierten Fernsehserie From the Earth to the Moon widmet sich der Produktion des Films und stellt Méliès’ Vision die letzte bemannte Mondlandung von Apollo 17 gegenüber.
In der Episode Seine erste Reise zum Mond (eine Anspielung auf den Filmtitel) der Science-Fiction-Zeichentrickserie Futurama wirft Bender eine Bierflasche in das linke Auge von „Craterface“ (deutsch: Kratergesicht). Dies kann man, in der Futurama-typischen-Art, als Hommage verstehen. Parodiert wird diese Szene in der letzten Folge von Futurama. Bender wirft erneut eine Bierflasche in das linke Auge von Craterface, wenig später wird Craterface von einer Bierflasche derselben Marke in das rechte Auge getroffen.
Martin Scorseses Film Hugo Cabret greift die Geschichte von Georges Méliès auf und zeigt einige Originalfilmszenen.
In dem Videoclip zum Song Planet Pink, der im Dezember 2021 erschien, parodiert die deutsche Metal-Band J.B.O. den Film. Statt einer Rakete stößt darin dem Mondgesicht eine fliegende E-Gitarre ins rechte Auge. Ebenso zitiert das Musikvideo Hours der Rockband King Buffalo, das im Juli 2022 erschien, den Film.

## Kritiken
„Ein Klassiker (nicht nur) des Science-Fiction-Kinos, den der ‚Autorenfilmer‘ Georges Méliès in einer faszinierenden Mischung aus umwerfender Naivität und beeindruckendem tricktechnischen Erfindungsreichtum realisierte.“

## Wiederaufführungen
- Seit dem Erlöschen der Urheberrechte auf den Film ist er inzwischen von verschiedenen Anbietern auf DVD veröffentlicht worden, so u. a. 2008 und 2009.
- 2012 erschienen bei Arthaus die DVD Georges Méliès – Die Magie des Kinos sowie die DVD und Blu-ray Die Reise zum Mond mit einer für 400.000 Euro restaurierten Farbversion und mit Musik der französischen Popgruppe Air. Darauf befindet sich neben der schwarzweiß-Version des Filmes auch eine 65-minütige Dokumentation mit dem Titel Le voyage extraordinaire von Serge Bromberg und Eric Lange über Méliès’ Werdegang sowie die Entstehung, Wiederentdeckung und aufwendige, fast unmögliche Restaurierung des Films.[5][6][7]

## Filmmusik
2012 komponierte Stephan König eine Filmmusik, die vom Leipziger Kammerorchester artentfaltung am 1. Juni 2012 im MDR-Kubus uraufgeführt wurde.
Ebenfalls 2012 komponierte das französische Electronica-Duo Air eine Filmmusik, die als Album unter dem Titel Le Voyage dans la Lune veröffentlicht wurde.